# Oediceroides cystifera
Oediceroides cystifera är en kräftdjursart. Oediceroides cystifera ingår i släktet Oediceroides och familjen Oedicerotidae. Inga underarter finns listade i Catalogue of Life.